# Dukning
Dukning är tekniken för hur man lägger upp servis, exempelvis tallrikar och bestick, på ett bord inför en måltid. Den kan skilja sig åt i olika länder. I Sverige utgör Nobelfesten och dess dukning en grund i hur ett kuvert på ett svenskt middagsbord ser ut idag.
Vid informell dukning används i allmänhet färre redskap och fat än vid en formell dukning. Redskapen arrangeras i den ordning som middagen ska ätas. I västvärlden placeras gafflar, brödtallrik, smörkniv och servett oftast till vänster om middagstallriken. Knivar, skedar, glas, koppar och tefat placeras på den högra sidan. I formella dukningar i Armenien och Turkiet placeras gaffeln på höger sida om middagstallriken. När såsskålar och serveringstallrikar används placeras de antingen på bordet eller, mer formellt, på ett sidobord. 
Vid formell dukning placeras redskapen cirka 2,5 centimeter från bordets kant. Redskapen längst ut används först (till exempel en soppsked och en salladsgaffel, sedan middagsgaffeln och middagskniven). Knivbladen är vända mot tallriken. Glasen placeras ungefär 2,5 centimeter ovanför knivarna, också i ordning efter användning: vitvin-, rödvin-, dessertvin- och vattenglas.
Den mest formella middagen serveras från köket. När måltiden serveras, finns det förutom huvudtallriken (en kuverttallrik eller middagstallrik vid kvällsmat; en kuverttallrik eller lunchtallrik vid lunch) en småfranska (vanligtvis på en brödtallrik, men ibland i servetten), en servett och bestick (knivar och skedar till höger om huvudtallriken, och gafflar till vänster). Kaffe serveras i små koppar (engelska: demitasses). Serveringstallrikar och redskap placeras inte på bordet på en formell middag.
På en mindre formell middag, som inte serveras från köket, kan dessertgaffeln och -skeden läggas ovanför tallriken. Gaffeln ska peka åt höger och skeden åt vänster.

### Fotnoter
1. ↑  ”Etikettbloggen”. Aftonbladet. 28 september 2010. http://blogg.vett-och-etikett.com/korrekt-placering-och-dukning-av-glas/. Läst 1 september 2012.